# Misszionárius Pepe
Misszionárius Pepe a Galápagos-szigetek egyik óriásteknőse volt, amely a boncolási eredmények szerint nagyjából száz évet élt. A San Cristóbal-szigeten lakó állat az óriásteknősök olyan alfajához (Chelonoidis becki) tartozott, amelyből csak kétezer él. Az állat rendkívül népszerű volt a turisták körében.
Pepét 1940-ben halászok fogták ki, ők ajándékozták egy San Cristóbal-i családnak. 1967-ben a ferences szerzetesek missziójához került, ezután kapta a korábbi Pepe keresztnév mellé a Misszionárius „vezetéknevet”. A nemzeti park engedélyével az állat 2012-ig a ferenceseknél maradt, akkor romló egészsége miatt átvitték a természetvédelmi szervezet központjába. Az állat túlsúlya és magas koleszterinszintje miatt gyógyszeres kezelést kapott. Pepéről úgy gondolták, hogy nagyjából 60-70 éves, de az augusztus 23-24-ei hétvégén bekövetkezett halála után elvégzett boncolás alapján akár százéves is lehetett.